# Aravaipaite
La aravaipaite è un minerale.